# Latarnia morska Eddystone
Latarnia morska Eddystone – latarnia morska położona na grupie skał Eddystone Rocks. Oddalona jest około 14 kilometrów na południowy zachód od przylądka Rame Head (półwysep Rame), na wybrzeżu Kornwalii (Anglia). Obecnie istniejąca latarnia morska jest czwartą z rzędu budowlą w tym miejscu. Pierwsza i druga została zniszczona przez sztormy i pożary, trzecia zwana Smeaton's Tower, zaprojektowana przez inżyniera Johna Smeatona, została rozebrana w początku lat osiemdziesiątych XIX wieku i przeniesiona do Plymouth Hoe, gdzie obecnie służy jako muzeum.

## Latarnia Winstanleya
Pierwsza latarnia została zbudowana w latach 1696–1699 przez angielskiego inżyniera Henry'ego Winstanleya. Była ośmiokątną konstrukcją  o wysokości 18 metrów, zbudowaną z granitu i drewna. W czasie budowy z powodu trwającej wojny Francji z Ligą Augsburską ekipa budowniczych była eskortowana przez angielski okręt wojenny.  W końcu czerwca 1697 roku doszło do ciekawego incydentu. Francuski kaper aresztował Winstanleya i przewiózł go na dwór Ludwika XIV. Gdy król francuski dowiedział się o zatrzymaniu Winstanleya, nakazał jego natychmiastowe zwolnienie, argumentując, że Francja walczy z Anglią a nie z ludzkością. 
Uruchomienie latarni nastąpiło 14 listopada 1698 roku. 
Już po pierwszym roku użytkowania konstrukcja wymagała napraw i przebudowy; została zniszczona w czasie wielkiego sztormu z listopada 1703 roku, w czasie którego śmierć poniosło około 8000 osób. Jednym z nich był Henry Winstanley, który w czasie sztormu wizytował latarnię.

## Latarnia Rudyarda
Po śmierci Winstanleya dzierżawę na 99 lat otrzymał John Lovett i, dzięki ustawie Parlamentu, dostał zezwolenie na pobieranie opłaty od przepływających statków w wysokości 1 pensa od każdej tony. Zatrudnił on architekta Johna Rudyarda do zaprojektowania nowej latarni, którą ukończono w 1709 roku. Nowa latarnia była zbudowana jako drewniana konstrukcja na szkielecie z cegieł i betonu. Ta konstrukcja okazała się dużo trwalsza od pierwszej. Przetrwała prawie pięćdziesiąt lat, do 1755 roku. W nocy 2 grudnia 1755 roku zapaliła się drewniana obudowa latarni; pomimo akcji ratunkowej, prowadzonej przez trzech latarników, obiekt spłonął, a latarnicy ratowali się ucieczką na pobliskie skały. Po spaleniu latarni zostali przetransportowani na stały ląd. Wkrótce zmarł jeden z nich, 94-letni Henry Hill. Raport na ten temat, sporządzony przez Edwarda Spry'a, chirurga z Plymouth,  znalazł się w Philosophical Transactions wydawanych przez Royal Society.

## Latarnia Smeatona
Trzecia latarnia była krokiem milowym w rozwoju metod budowy latarni morskich. Jej projektu podjął się rekomendowany przez Royal Society inżynier John Smeaton. Smeaton zaprojektował budynek wzorowany na pniu dębu, szeroki na 8 metrów u podstawy i zwężający się u góry do 5 metrów. Cała konstrukcja została wykonana z bloków granitowych, zlokalizowana w Millbay (obecnie przedmieście Plymouth). Prace rozpoczęto  w 1756 roku, a budowę zakończono w październiku 1759. W 1841 roku przeprowadzono prace renowacyjne, wymieniono spoinowanie, uzupełniono braki w blokach powstałe przez prawie 100 lat erozji. W 1877 roku z powodu erozji skał, na których została zbudowana, dalsza eksploatacja latarni stała się zbyt niebezpieczna. Zapadła decyzja o jej rozebraniu i przeniesieniu na stały ląd w Plymouth Hoe. Została przeniesiona jako pomnik ku pamięci Johna Smeatona. Nosi obecnie nazwę Smeaton's Tower i jest atrakcją turystyczną Plymouth.

## Latarnia Douglassa
Obecnie istniejąca, czwarta z kolei latarnia morska jest dziełem angielskiego inżyniera Jamesa Nicholasa Douglassa, który, opierając się na wcześniejszych projektach Johna Smeatona oraz Roberta Stevensona, zbudował nową latarnię o wysokości 49 metrów. W 1982 roku latarnia została zautomatyzowana. Obecnie jest zarządzana i sterowana przez Trinity House Operations and Planning Centre w Harwich.